# Urschlauer Achen
Die Urschlauer Achen ist ein linker Nebenfluss der Weißen Traun in Oberbayern. Sie fließt vollständig im Gemeindegebiet von Ruhpolding.

## Etymologie
Die Urschlauer Achen, oft auch Urschlauer Ache, ist nach der Ruhpoldinger Ortschaft Urschlau benannt, an der sie nach etwa 2,5 Kilometer rechtsseitig vorbeifließt. Der Ortsname selbst könnte mit dem germanischen Wort *ursa mit der Bedeutung „Fluss“ in Verbindung stehen.

## Geographie

### Oberläufe
Die Urschlauer Achen entsteht aus dem Zusammenfluss des rechtsseitigen Röthelmoosbachs mit dem linksseitigen Eschelmoosbach. Diese vereinen sich in der Röthelmoosklamm südwestlich des Gründbergs (1226 m) auf etwa 810 Meter Meerhöhe. Der Röthelmoosbach drainiert in nördlicher Richtung das Hochmoor der Röthelmoosalm. Der deutlich längere Oberlauf Eschelmoosbach entspringt nordwestlich der Eschelmoosalm am Osthang des Bischofsstuhls (1516 m) auf 1207 Meter ü. NN, von wo aus er zuerst in östlicher, sodann in südlicher Richtung und schließlich nach Südsüdosten läuft.

### Verlauf
Nach Verlassen der Klamm wendet sich die Urschlauer Achen zunächst nach Osten, eingeschnitten zwischen Gründberg im Norden und den Öfen (1031 m) im Süden. Etwa 500 Meter vor Erreichen der Gründbergstube ändert der Fluss seine Laufrichtung auf Nordost, die er im Wesentlichen bis zu seiner Mündung beibehält. Knapp 1000 Meter nach Passieren der Gründbergstube erreicht er Urschlau, wo ihm von links der Hechelgraben zufließt. Rechterhand erhebt sich jetzt bis Sulzen die Untere Urschlauer Wand. Bei Gruttau beginnt das Tal sich etwas zu weiten. Er passiert jetzt den Märchenwald, einen Bergsturz aus dem 13. Jahrhundert auf der linken Talseite. Kurz dahinter erscheint die Ortschaft Brand mit dem linksseits zufließenden Nesselauer Graben. Nach einem weiteren Kilometer passiert er Vorderbrand am rechten Ufer, von links strömt sodann bei der Ruhpoldinger Glockenschmiede der Thoraubach herab.
Mit Passieren der rechtsseitigen Urschlauer Auen betritt der Fluss den Ruhpoldinger Talkessel, der sich zunächst nur nach rechts hin zu weiten beginnt. Linkerhand folgt die Ortschaft Haßlberg am gleichnamigen Berg mit dem Marmor-Steinbruch. Die Achen durchquert daraufhin die Ortschaften Guglberg und Brandstätt, wo von rechts der Weingartengraben einmündet. Ab Mühlwinkl treten die Berge für die letzten 1500 Meter vom linken Ufer der Urschlauer Achen zurück und der Ruhpoldinger Talkessel weitet sich auch nach dieser Seite. Der Fluss mündet schließlich in der Nähe des ehemaligen Bahnhofs der Waldbahn Ruhpolding-Reit im Winkl, wo jetzt die Tennishallen stehen, linksseitig in die Weiße Traun.
Die Urschlauer Achen ist ab ihrem Zusammenfluss in der Röthelmoosklamm nicht ganz 11 Kilometer lang. Bei einem Höhenunterschied von 161 Meter beträgt ihr Sohlgefälle somit rund 15 ‰. Größere Schleifen im Flusslauf erscheinen südlich unterhalb von Haßlberg, bei Guglberg und hinter Brandstätt.

### Einzugsgebiet
Die Urschlauer Achen entwässert etwa 44,1 km² der Chiemgauer Alpen. Der höchste Punkt in ihrem Einzugsgebiet liegt an einem Graben, der auf rund 1420 Meter ü. NN südlich unterhalb des Weißgrabenkopfs (1578 m) entspringt und linksseitig bei der Eschelmoosalm in den Eschelmoosbach einmündet.
Das Einzugsgebiet der Urschlauer Achen grenzt reihum an das der folgenden Nachbargewässer:
- Im Nordnordwesten liegt das Quellgebiet der Weißen Ache, die zum Chiemsee entwässert;
- im Norden entsteht jenseits der Wasserscheide die zur Weißen Ache laufende Schwarze Ache;
- im Nordosten läuft der Steinbach im Gemeindegebiet von Ruhpolding ostwärts zur Weißen Traun;
- im Südosten verläuft parallel nach Nordosten die Seetraun, der linke Oberlauf der Weißen Traun;
- im Süden liegt das oberflächlich abflusslose Gebiet von Lödensee, Mittersee und Weitsee, das unterirdisch zur Seetraun entwässert
- im Südwesten nimmt jenseits der Scheide die Schwarzlofer den Abfluss auf, die über die Großache/Tiroler Ache wieder den Chiemsee speist;
- im Westen laufen kleinere rechte Zuflüsse zur Großache.

### Zuflüsse
Hierarchische Liste der Zuflüsse, jeweils von der Quelle zur Mündung:
- Eschelmoosbach, linker Oberlauf vom Osthang des Bischofsstuhls
  - Weißgraben, von rechts von der Jochbergalm von Unterwössen
  - Langauer Graben, von links nahe der Langaueralm
- Röthelmoosbach, linker Oberlauf vom Nordosthang des Hochschartens
  - Sulzenmoosgraben, von rechts an der Röthelmoosalm
  - Gschwendbach, von links nahe der Langerbaueralm
- Hechelgraben, von links bei Ruhpolding-Urschlau
- Nesselauer Graben, von links in Ruhpolding-Brand
- Thoraubach, von links gegenüber Ruhpolding-Vorderbrand
- Weingartengraben, von rechts in Ruhpolding-Brandstätt

## Geologie
Geologisch verläuft die Urschlauer Achen vollständig im Bajuvarikum der Nördlichen Kalkalpen. Der Fluss beginnt seinen Lauf in der Lechtal-Decke und wechselt hinter dem Südost-streichenden Zug des Haßlbergs in die Allgäu-Decke. Auf ihrem ersten Streckenabschnitt hat sich die Achen in den Hauptdolomit der Eisenberg-Schuppe eingeschnitten, verlässt diese aber kurz vor Urschlau. Bereits unmittelbar vor der Gründbergstube tritt der Fluss aus anstehendem Gestein heraus und wechselt auf quartäre Lockersedimente über, welchen er bis zu seiner Mündung bis auf kleinere Ausnahmen treu bleibt. Auf dem zweiten Streckenabschnitt bis zum Ende der Lechtal-Decke folgt die Achen einer recht asymmetrischen Anordnung, da auf ihrer rechten Talseite vorwiegend Hangschuttmassen der Unteren Urschlauer Wand und des Eisenbergs (1490 m) sowie weiter talauswärts gen Ruhpoldinger Talkessel eiszeitliche Schottermassen zu liegen kommen, jedoch auf der linken Talseite die Lechtal-Mulden Haaralm-Mulde, Nesselauer-Mulde (dazwischen liegender Eschelmoos-Sattel) und Hochfelln-Mulde herabstreichen. Auch auf dem letzten Abschnitt in der Allgäu-Decke ab Guglberg bis zur Mündung durchzieht der Fluss alluviale Sedimente und überquert die im Untergrund verborgene Steinbach-Mulde kurz vor Mühlwinkl.

### Eiszeiten
Sehr wichtig zum Verständnis der Flussgeschichte ist die Tatsache, dass das Tal der Urschlauer Achen in den beiden letzten Kaltzeiten (Riß-Kaltzeit und Würm-Kaltzeit) von Ferneismassen des Urschlauer-Achen-Gletschers durchzogen wurde. Die Talung wurde dementsprechend glazial geformt und überprägt. Dieser Gletscher war ein Abzweig des Tiroler-Achen-Gletschers, der nördlich des Hochschartens und über die Röthelmoosalm eingeströmt war. Der Tiroler-Achen-Gletscher umfloss aber außerdem den Gründberg an dessen Westseite und erreichte über eine Passhöhe vor der Linner-Mais-Alm die Talung von Urschlau, wo er im Urschlauer-Achen-Gletscher aufging. Dass die Ferneismassen auch diesen Seitenarm gewählt hatten, wird durch den Fund eines aus den Zentralalpen stammenden Kristallinblocks (Geschiebeblock aus Granitgneis) nördlich des Gründbergs auf 1180 Meter über NN unwiderlegbar bewiesen. Der Urschlauer-Achen-Gletscher vereinigte sich dann im Ruhpoldinger Talkessel mit dem Weißtraungletscher hinter Mühlwinkl. Ein linker Abzweig  zog jedoch unabhängig hiervon über den Steinbach linkerhand am Ortskern von Ruhpolding vorbei und endete dann bei Lohen. Die erzielten Höhen der Ferneismassen werden wie folgt abgeschätzt: 1100 Meter an der Gründbergstube, 1000 Meter bei Gruttau, 900 Meter kurz vor Haßlberg und 800 Meter am Zusammenfluss der Ferneismassen an der Mündung – rund 150 Meter über dem heutigen Niveau.
Neben dem Ferneis hatten sich auf den inselartig herausragenden Gebirgsstöcken auch Lokalgletscher gebildet. So beispielsweise der Lokalgletscher in der Nordostflanke des Sulzgrabenkopfs (1521 m), der nach Norden in Richtung Urschlauer-Achen-Gletscher abfloss, oder der Lokalgletscher am Osthang des Gröhrkopfs (1562 m), der durch das Nesselauer Tal herabkam. Die Hörndlwand-Nordflanke (1684 m) trug ebenfalls zwei kleine Lokalgletscher, die aber das Ferneis bereits im Osten des Röthelmoostals erreichten. Weitere Lokalgletscher hatten sich auch im Thorau-Tal, am Hochfelln (1671 m) und im oberen Steinbach-Tal gebildet, die aber alle noch vor dem Ferneis endeten.

## Ökologie

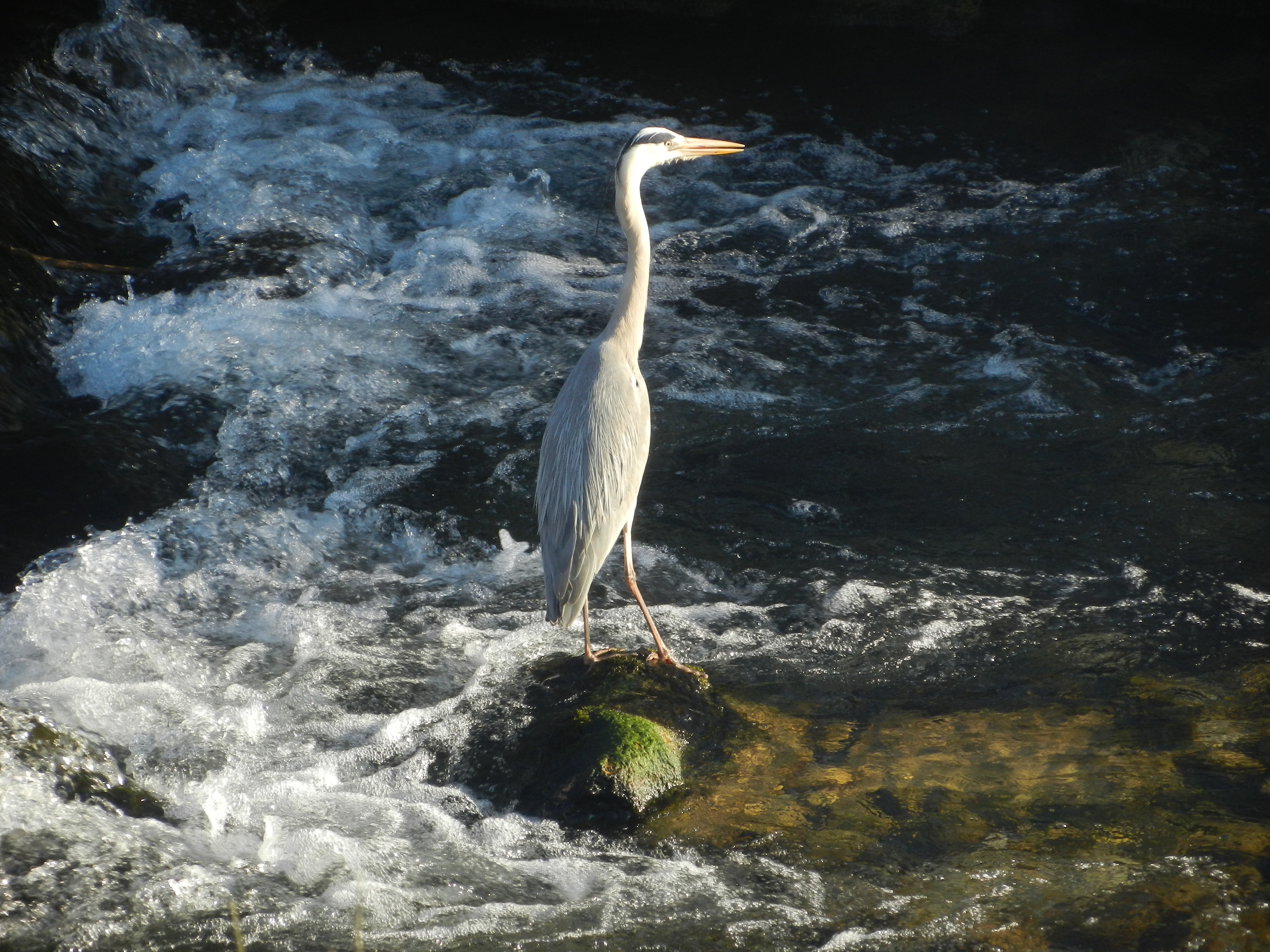
Ein Graureiher (Ardea cinerea) in der Urschlauer Achen

Die Urschlauer Achen bildet bis 500 Meter hinter Urschlau die Nordwestgrenze des 1955 gegründeten Naturschutzgebiets Östliche Chiemgauer Alpen (Nummer NSG-00069.01), zu dem ihr Oberlauf gehört. In unmittelbarer Nähe der Achen befinden sich auch zwei FFH-Gebiete – an der Glockenschmiede und um Geiern. Diese sind seit 2008 unter der Nummer 8241-371 in die Extensivwiesen um Ruhpolding integriert. Als anliegende Geotope fungieren der Steinbruch des Ruhpoldinger Marmors am Haßlberg (Nummer 189A021) und die Branderfleck-Formation bei Urschlau (Nummer 189A042). Das Kalkflachmoor und die Kalkquellfluren nordwestlich von Brand (Nummer ND-01268) stellen ein Kulturdenkmal dar.

## Sehenswürdigkeiten
Als Sehenswürdigkeiten am Fluss sind anzuführen:
- die Wallfahrtskirche Maria Schnee in Urschlau – mit frühbarockem Altar aus dem Jahr 1667
- der Bergsturz des Märchenwalds aus dem 13. Jahrhundert
- der 1967 eröffnete Freizeitpark Ruhpolding mit Märchenwanderweg in Vorderbrand
- die Ruhpoldinger Glockenschmiede
- der mittlerweile stillgelegte Marmorsteinbruch am Haßlberg
- die kleine Kapelle bei Mühlwinkl
- Erlebnis- und Wellnessbad Vita Alpina mit Freibad, Therme und Saunalandschaft und erstes Wellenbad in den Alpen
- die Tennishallen an der Mündung.

### BayernAtlas („BA“)
Amtliche Online-Gewässerkarte mit passendem Ausschnitt und den hier benutzten Layern: Lauf und Einzugsgebiet der Urschlauer Achen

Allgemeiner Einstieg ohne Voreinstellungen und Layer: BayernAtlas der Bayerischen Staatsregierung (Hinweise)
1. 1 2 3  Höhe abgefragt auf dem Hintergrundlayer Amtliche Karte (Rechtsklick).

### Gewässerverzeichnis Bayern („GV“)
1. ↑  Länge nach: Verzeichnis der Bach- und Flussgebiete in Bayern – Flussgebiet Inn, Seite 54 des Bayerischen Landesamtes für Umwelt, Stand 2016 (PDF; 2,8 MB) (Seitenzahl kann sich ändern.)
2. ↑  Einzugsgebiet nach: Verzeichnis der Bach- und Flussgebiete in Bayern – Flussgebiet Inn, Seite 54 des Bayerischen Landesamtes für Umwelt, Stand 2016 (PDF; 2,8 MB) (Seitenzahl kann sich ändern.)

### Sonstige
1. ↑  GeoFachDatenAtlas und Gewässerdienste des Bayerischen Landesamtes für Umwelt
2. ↑  Albrecht Greule: Deutsches Gewässernamenbuch. Walter de Gruyter, Berlin / Boston 2014, ISBN 978-3-11-057891-1, S. 557, „Urschlauer Ache“ (Auszug in der Google-Buchsuche).
3. ↑  Klaus Doben: Erläuterungen zum Blatt Nr. 824 1 Ruhpolding. In: Geologische Karte von Bayern 1:25000. Bayerisches Geologisches Landesamt, München 1970.